# Bad Nenndorf
Bad Nenndorf ist eine Stadt und Staatsbad im Osten des Landkreises Schaumburg und westlich von Hannover in Niedersachsen.

## Geografie

### Geografische Lage
Bad Nenndorf liegt am nordwestlichen Rand des Deisters und 15 km südlich des Steinhuder Meeres, zwischen Weser und Leine, am Übergang des Mittelgebirges zur Norddeutschen Tiefebene, 26 km westlich von Hannover.

### Nachbargemeinden
Im Uhrzeigersinn sind die Nachbargemeinden von Bad Nenndorf die Gemeinden Hohnhorst und Suthfeld, die Städte Barsinghausen und Rodenberg, sowie die Gemeinden Beckedorf, Lindhorst und Auhagen.

### Stadtgliederung

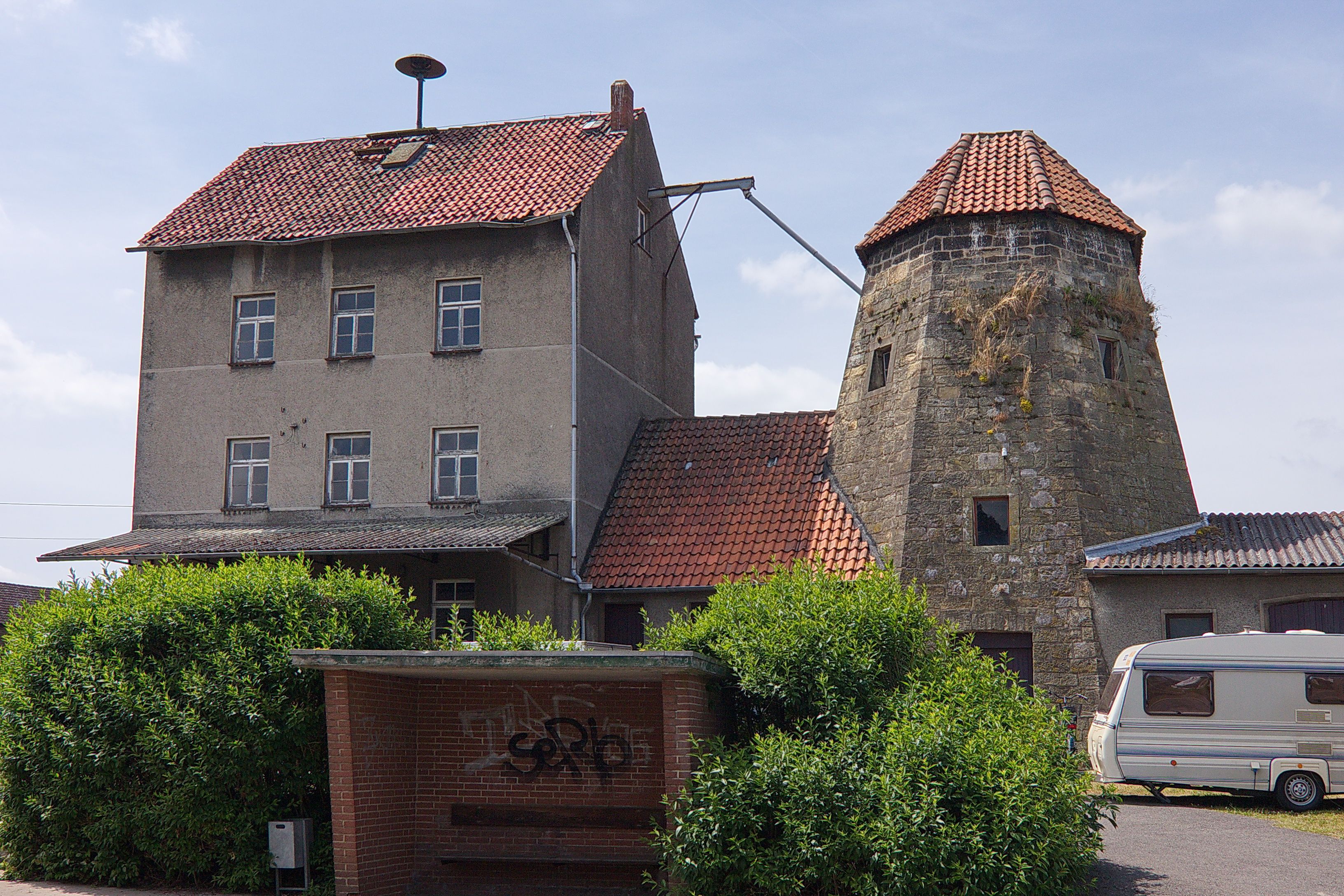
Waltringhausener Windmühle

Die Stadt Bad Nenndorf setzt sich aus der Kernstadt Bad Nenndorf und den Ortsteilen Waltringhausen mit der Bückethaler Landwehr, Horsten mit der Horster Mühle und Riepen zusammen. Sie ist Teil der Samtgemeinde Nenndorf.
Die Einwohnerzahl betrug am 31. Dezember 2012 10876 Personen und ist zum Vorjahr um 176 gestiegen. Diese verteilen sich auf Bad Nenndorf mit 8709, Waltringhausen mit 1332, Horsten mit 214 und Riepen mit 621 Einwohnern.

## Geschichte

### Ursprung
Das vermutlich am Anfang des 9. Jahrhunderts entstandene Dorf am Nordwestrand des Deisters wurde erstmals im Jahr 936 als Nyanthorpe („Neues Dorf“) in den Urkunden des Klosters Corvey erwähnt.
Im Jahr 1136 wurde die erste Kirche errichtet und 1150 wurde der Ort Niendorpe genannt. Nachdem südwestlich des Ortes eine kleine Siedlung entstanden war, unterschied man künftig Groß Nenndorf und Klein Nenndorf. Eine weitere Siedlung im heutigen Stadtgebiet namens Densinghausen wurde im Dreißigjährigen Krieg ausgelöscht. Seit der Teilung der Grafschaft Schaumburg 1647 gehörte Nenndorf zu Hessen-Kassel.

### Kurort

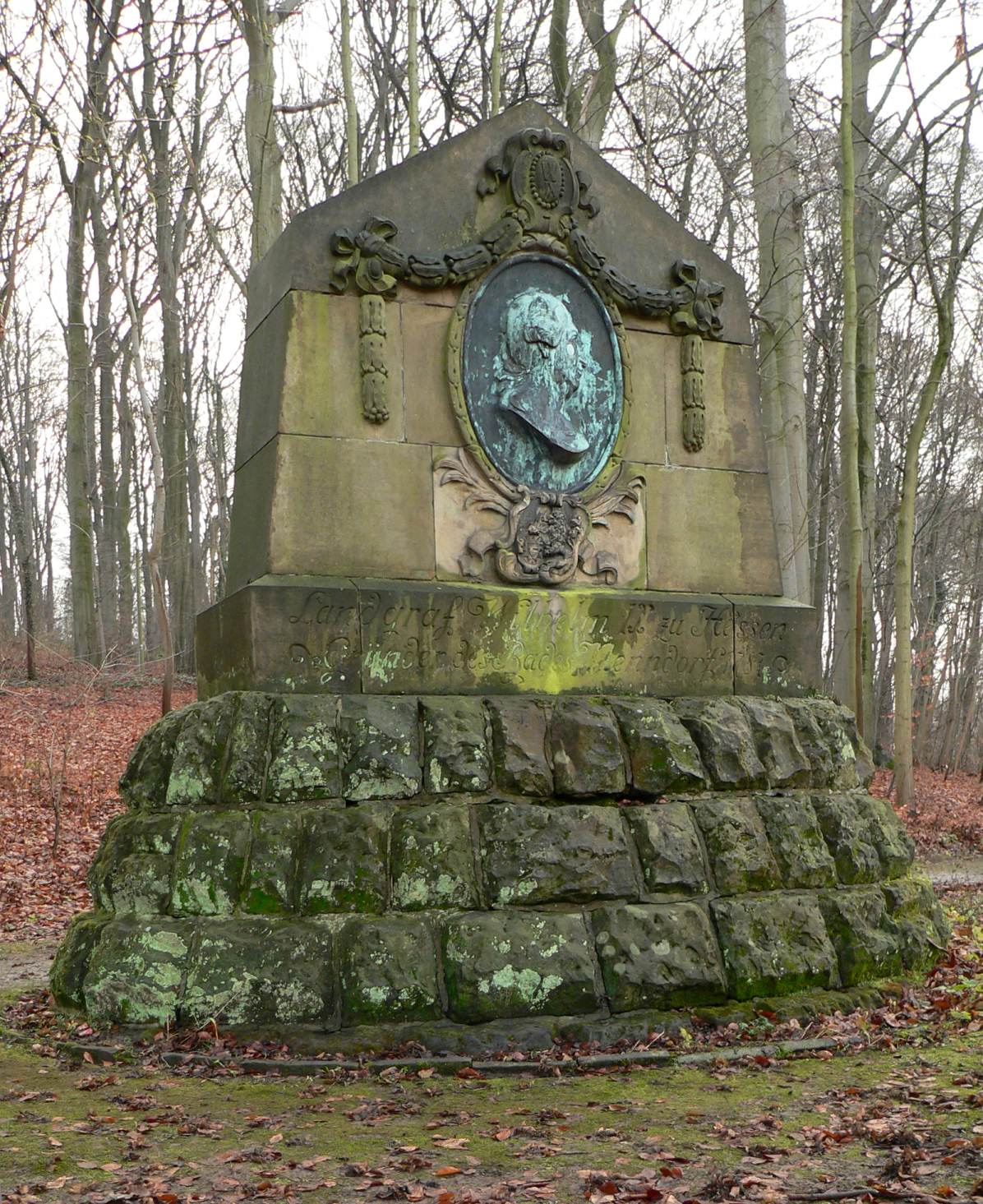
1911 errichtetes Denkmal für den Landgrafen Wilhelm IX. von Hessen-Kassel als Gründer des Bades Nenndorf 1787

Die Heilkraft der 1545 erstmals beschriebenen und 1546 auf dem „Dübelsdreck“ beurkundeten Schwefelquelle, zwischen Groß Nenndorf und Klein Nenndorf gelegen, wurde später von der Landbevölkerung zu Heilzwecken genutzt. Nach einem ärztlichen Gutachten der Universität Rinteln wurde sie auf Befehl des hessischen Landgrafen Friedrich II. eingefasst. Landgraf Wilhelm IX. von Hessen-Kassel überzeugte sich 1786 persönlich von dem Wert der Schwefelquelle und gründete 1787 nach einem Gesamtplan des Hofarchitekten Simon Louis du Ry den Gutsbezirk Nendorff mit den Badeeinrichtungen und dem Kurpark. Erster Brunnenarzt wurde der Rintelner Medizinprofessor Ludwig Philipp Schröter, der das neue Bad durch Veröffentlichungen bekannt machte.
Die Schwefelquelle gehörte zu den stärksten Europas und wurde mit großem Erfolg bei Rheuma, Gicht und Hautleiden eingesetzt. Schon bald gehörte Nenndorf zu den führenden deutschen Heilbädern. 1806 ließ der Landgraf eine Sommerresidenz im klassizistischen Stil, das Schlösschen (Lodge), erbauen, in dem er und seine Nachfolger bei zahlreichen Aufenthalten in Nenndorf residierten. Im Jahr 1866 wurde Bad Nenndorf Königlich-Preußisches Staatsbad und konnte durch finanzielle Unterstützung aus Berlin weiter expandieren.
1787 wurde am Kurort erstmals Glücksspiel konzessioniert. Gespielt wurde vornehmlich Pharo, zunächst in den Räumen einer Apotheke, in der auch Kaffee und Kakao ausgeschenkt wurde. Um 1840 wurde in einem Raum des Arkadengebäudes ein Spielsaal eingerichtet, der bald danach in die Galerie verlegt wurde. Der Pächter Biermann (ab 1848), ehemals Angestellter bei François Blanc, bezahlte 200 Louis d’or Pacht und 1000 Taler für die Verschönerung des Ortes. Der Vertrag sollte sechs Jahre laufen. Das Spiel wurde im ehemaligen Theatersaal aufgenommen, in dem einmal wöchentlich getanzt wurde. Angeboten wurde außer Pharo auch das aufkommende Trente et quarante. Als Mindesteinsatz waren 10 Silbergroschen festgesetzt. Der Spielbetrieb war 1849–52 zunächst aufgrund des Verbots der Paulskirchenversammlung und danach wegen Unregelmäßigkeiten unterbrochen. Mitinhaber wurde daraufhin Leutnant Schönewolf. Als der Kurfürst Friedrich Wilhelm I. sich 1863 im Ort aufhielt, schloss er die Spielbank.

### 19. Jahrhundert

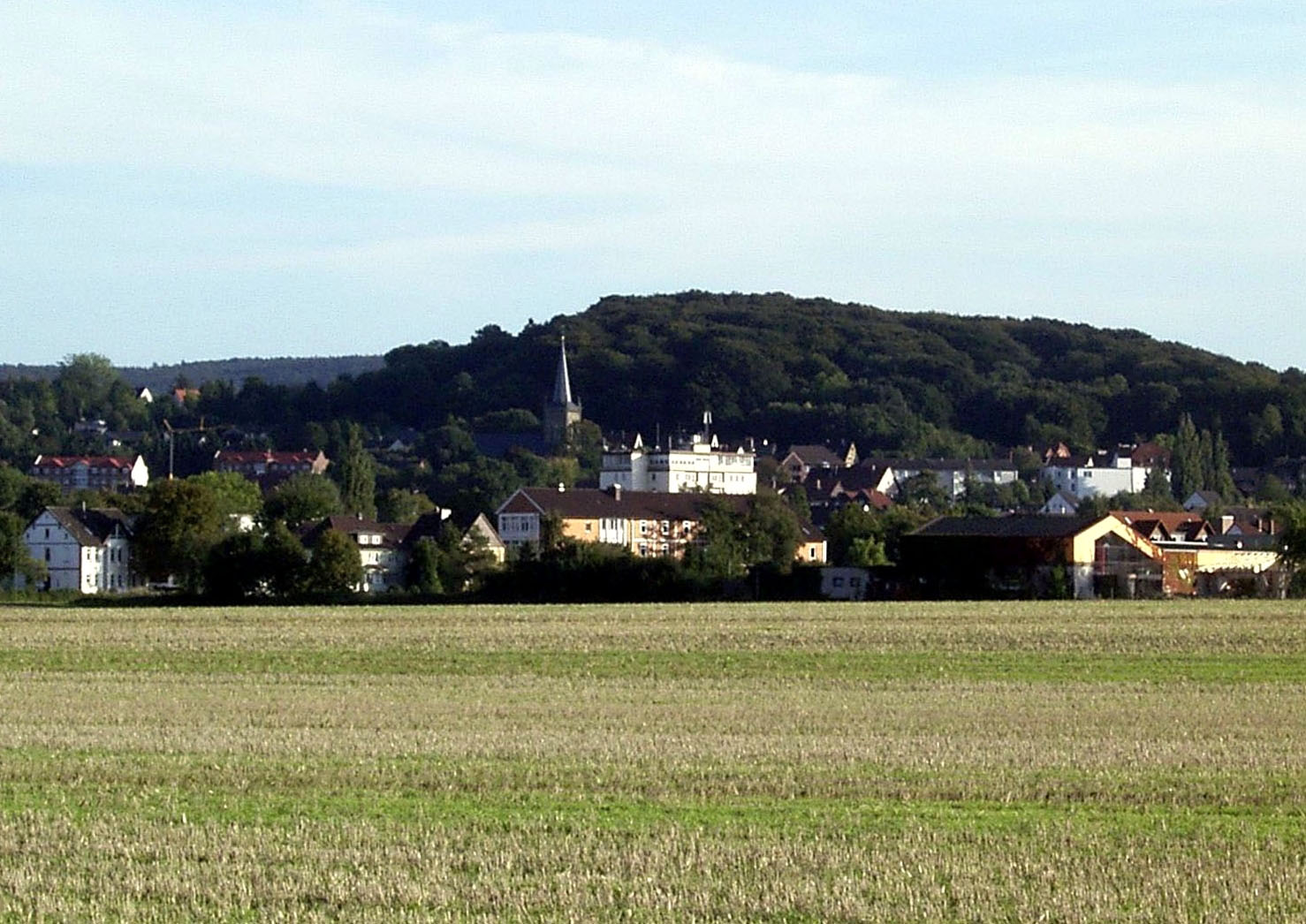
Bad Nenndorf am Galenberg

Sehr günstig wirkte sich auch die geografische Lage auf die Entwicklung des Ortes aus. Am nördlichen Rand des deutschen Mittelgebirges liegt Bad Nenndorf auf einer seit Jahrhunderten genutzten Rhein-Elbe-Verbindung, dem Hellweg, und so bekam der Ort Anschluss an das Eisenbahnnetz (1847 in Haste und 1872 in Nenndorf), den Mittellandkanal (in Haste 1916) und die Autobahn (1939).
1866 wurde das gesamte Kurfürstentum Hessen von Preußen annektiert und in die neue preußische Provinz Hessen-Nassau eingegliedert. 
Schon in der kurhessischen Zeit bestanden Vorschriften zur Sicherung des Eigentums gegen Unglücksfälle von Seiten der Elemente. Nach einer Verordnung der kurfürstlichen Regierungskommission in Rinteln vom 22. Mai 1858 war jeder Bewohner der Grafschaft Schaumburg verpflichtet, beim Ausbruch eines Brandes an dessen Bekämpfung mitzuwirken. Bürgermeister und Ortsvorstände waren angewiesen, Einwohner zur Abgabe der herkömmlichen Feuerzeichen zu bestimmen, mehrere Feuerreiter und Feuerläufer einzuteilen und in Orten, in denen Spritzen vorhanden waren, für deren ordnungsmäßige Besetzung zu sorgen. Auf Grund dieser Anordnungen kam durch Zusammenarbeit zwischen dem Staatsbad und den beiden Gemeinden Groß- und Klein-Nenndorf die Gründung einer Freiwilligen Feuerwehr zustande.
Am 6. Juni 1880 fanden die ersten Besprechungen über Maßnahmen eines wirksamen Feuerschutzes statt. Den Vertretern des Staatsbades und der beiden Nenndorfer Gemeinden standen hierbei sicher noch die ungenügenden Hilfsmaßnahmen beim Brand des Großen Logierhauses am 20. Juli 1874 vor Augen. Trotz großer Anstrengungen war das Gebäude bis auf die Grundmauern niedergebrannt. Hinzu kam, dass im Jahre 1873 im Bantorfer Bergwerk wasserführende Klüfte angehauen waren und deshalb die Nenndorfer Wasserstände ständig niedriger wurden. Zwischen Groß-Nenndorf und der Landwehr waren, bis auf zwei, alle Brunnen versiegt. Bei den Verhandlungen am 6. Juni 1880 wurde vereinbart, die nicht ausreichenden Löschgeräte durch das Staatsbad zu vervollständigen und die Löschmannschaften von den beiden Gemeinden zu stellen.
Zum ersten Wehrführer wurde der Bademeister Martin Heinrich Heckmann bestimmt, der sogleich mit der Aufstellung und Ausbildung der Feuerwehr begann. Wie aus der Chronik nachzulesen ist, hatte Heckmann die Feuerwehr in straffer Zucht und Ordnung nach militärischen Grundsätzen geführt.

### 20. Jahrhundert
1929 entstand die Gemeinde Bad Nenndorf durch Zusammenschluss der Orte Groß Nenndorf und Klein Nenndorf mit dem Gutsbezirk Bad Nenndorf. Nach einer Verwaltungsreform innerhalb Preußens wurde Bad Nenndorf 1932 der Provinz Hannover zugeteilt. Nach dem Zweiten Weltkrieg kam der Kreis dann unter britische Besatzung und wurde 1946 Bestandteil des Landes Niedersachsen.
Unter der nationalsozialistischen Herrschaft wurden die Kuranlagen von Bad Nenndorf nach Planung und unter Bauleitung des Architekten Otto Hodler neu gestaltet.

### Internierungslager

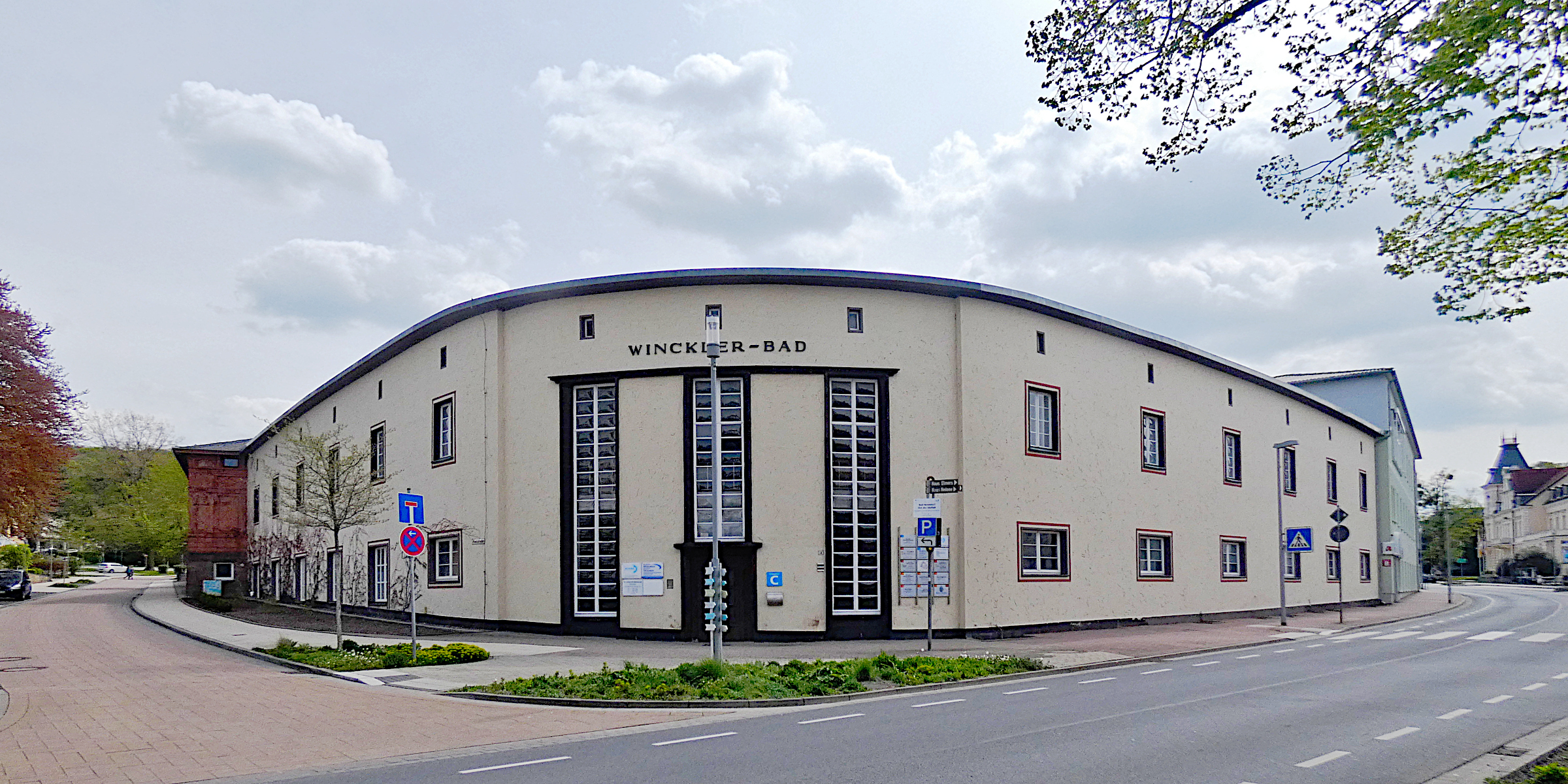
Fassade des Wincklerbades, 1945–1947 britisches Internierungslager Bad Nenndorf

Nach dem Zweiten Weltkrieg wurde von der Britischen Rheinarmee von 1945 bis 1947 im Badehaus von Bad Nenndorf, dem Wincklerbad, und angrenzenden Gebäuden das Internierungslager Bad Nenndorf betrieben. Bei dem Internierungslager handelte es sich um ein streng abgeschirmtes Geheimgefängnis des britischen militärischen Geheimdienstes, in dem insgesamt 372 Männer sowie 44 Frauen inhaftiert und verhört wurden. Darunter waren neben zuerst hohen und höchsten Funktionären der NSDAP, Diplomaten, Offizieren der Abwehr und aller Wehrmachtteile später auch „kleine Fische“, wie Grenzgänger, die der Spionage für die Sowjetunion bezichtigt wurden, und Kommunisten. Im Frühjahr 1947 sickerte durch, dass in der Einrichtung katastrophale Zustände herrschten, so dass sie nach deutschen und britischen Interventionen geschlossen wurde.
Von 2006 bis 2015 führte die Neonaziszene jährlich jeweils im August in Bad Nenndorf Trauermärsche zum Wincklerbad durch. Tenor dabei war das Gedenken an die „Opfer des alliierten Folterlagers im Wincklerbad“. Bürger in Bad Nenndorf gründeten aus Besorgnis, dass sich Bad Nenndorf zu einem rechtsextremen Treffpunkt entwickelte, das Bündnis Bad Nenndorf ist bunt. Die Vereinigung organisierte zu den jährlichen Demonstrationen der rechten Szene jeweils Gegendemonstrationen. Da zum Schutz der Versammlungen tausende Polizeibeamte eingesetzt wurden, herrschte am Veranstaltungstag im Ort Ausnahmezustand. 2016 konnte erstmals in zehn Jahren kein Marsch mehr organisiert werden, weshalb die Gegenveranstaltung zu einer Feier umfunktioniert wurde.

### 21. Jahrhundert
Am 1. Januar 2000 wurden Bad Nenndorf die Stadtrechte verliehen.
Im Januar 2005 wurden große Teile des Staatsbads vom Land Niedersachsen an die Stadt Bad Nenndorf übergeben. Mit rückläufigen Kurgastzahlen sieht das Staatsbad einer ungewissen Zukunft entgegen. Davon unberührt expandiert die Stadt weiter als beliebter Wohnort in einer schönen Landschaft mit günstigen Verkehrsanbindungen.
Am 25. Mai 2009 erhielt die Stadt den von der Bundesregierung verliehenen Titel Ort der Vielfalt.

## Religionen
- Die St.-Godehardi-Kirchengemeinde gehört zum evangelisch-lutherischen Kirchenkreis Grafschaft Schaumburg. Zu ihr gehören die Orte Bad Nenndorf, Horsten, Waltringhausen sowie in der Gemeinde Suthfeld die Dörfer Riehe und Kreuzriehe.
- Die römisch-katholische Pfarrgemeinde Maria vom heiligen Rosenkranz gehört zum Dekanat Weserbergland des Bistums Hildesheim.
- Neuapostolische Gemeinde Bad Nenndorf
- Jüdische Gemeinde Bad Nenndorf (88 Mitglieder)

## Eingemeindungen
Am 1. März 1974 wurden die Gemeinden Horsten, Riepen und Waltringhausen eingegliedert.

## Politik

### Gemeinderat
Der Rat der Stadt Bad Nenndorf besteht aus 29 Ratsfrauen und Ratsherren. Dies ist die festgelegte Anzahl für die Mitgliedsgemeinde einer Samtgemeinde mit einer Einwohnerzahl zwischen 11.001 und 12.000 Einwohnern. Die Ratsmitglieder werden durch eine Kommunalwahl für jeweils fünf Jahre gewählt. Die aktuelle Amtszeit begann am 1. November 2021 und endet am 31. Oktober 2026.
Die letzte Kommunalwahl 2021 ergab das folgende Ergebnis:
| Gemeinderat 2021Insgesamt 29 Sitze - SPD: 9 - Grüne: 4 - WGN: 3 - FDP: 2 - CDU: 11 |

Vorherige Sitzverteilungen:
| Wahljahr | CDU | SPD | WGN | Grüne | FDP | Linke | Gesamt   |
| -------- | --- | --- | --- | ----- | --- | ----- | -------- |
| 2016     | 9   | 9   | 5   | 2     | 1   | 1     | 27 Sitze |

### Bürgermeisterin/Verwaltung
Bürgermeisterin ist seit 2016 Marlies Matthias (CDU). Zum Stadtdirektor ist Samtgemeindebürgermeister Mike Schmidt (CDU) bestellt.

### Städtepartnerschaften
Die Stadt unterhält Städtepartnerschaften zu Doudeville in Frankreich und Gdów in Polen (Stand: 2015).

## Kultur und Sehenswürdigkeiten

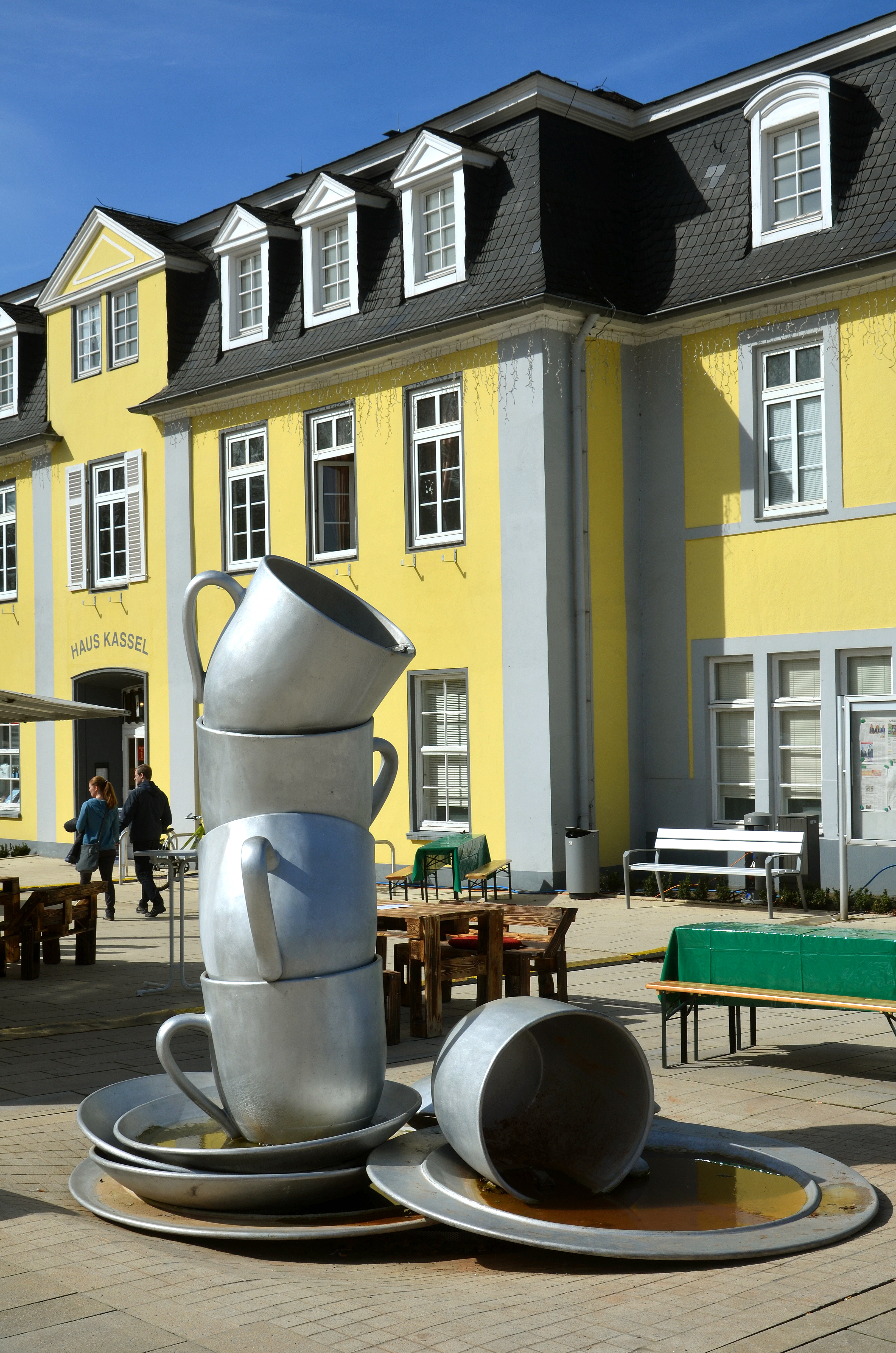
2016 vor dem Haus Kassel am Kurpark installierte Brunnen-Skulptur „Großer Abwasch“ des Künstlers Timm Ulrichs

### Theater
- Das Ohndorf-Theater ist eine Laienspielgruppe.
- Die Theaterkiste Waltringhausen bevorzugt humoristische Aufführungen.

### Tradition
- Die Nenndorfer Rotröcke sind eine Trachtentanzgruppe, die auf vielen Veranstaltungen der Umgebung präsent ist.
- Die Trachtengruppe Niendärsche Kaumelkers aus Horsten präsentiert Trachten und organisiert volkskundlichen Ausflüge in die Vergangenheit.

### Museen
- Agnes-Miegel-Haus
- Museum Bad Nenndorf e.V[18]

### Musik
- Das „Kultur-Forum“ und unterstützend „Kultur-Forum & friends“ engagieren herausragende Künstler und sorgen für zahlreiche Live-Konzerte unterschiedlicher Musikrichtungen.
- Ferdy Doernberg (ein international tätiger Musiker, Singer/Songwriter & Produzent wohnhaft Bad Nenndorf)
- Das fröhliche Dutzend präsentiert Schlager und Volksmusik.
- Bad Nenndorf Boys (Ska-Punk-Band aus Bad Nenndorf)
- Blasorchester Bad Nenndorf
- Männergesangverein mit Shantychor, singt in einer Chorgemeinschaft mit den Männergesangvereinen Rehren und Ohndorf.

### Regelmäßige Veranstaltungen

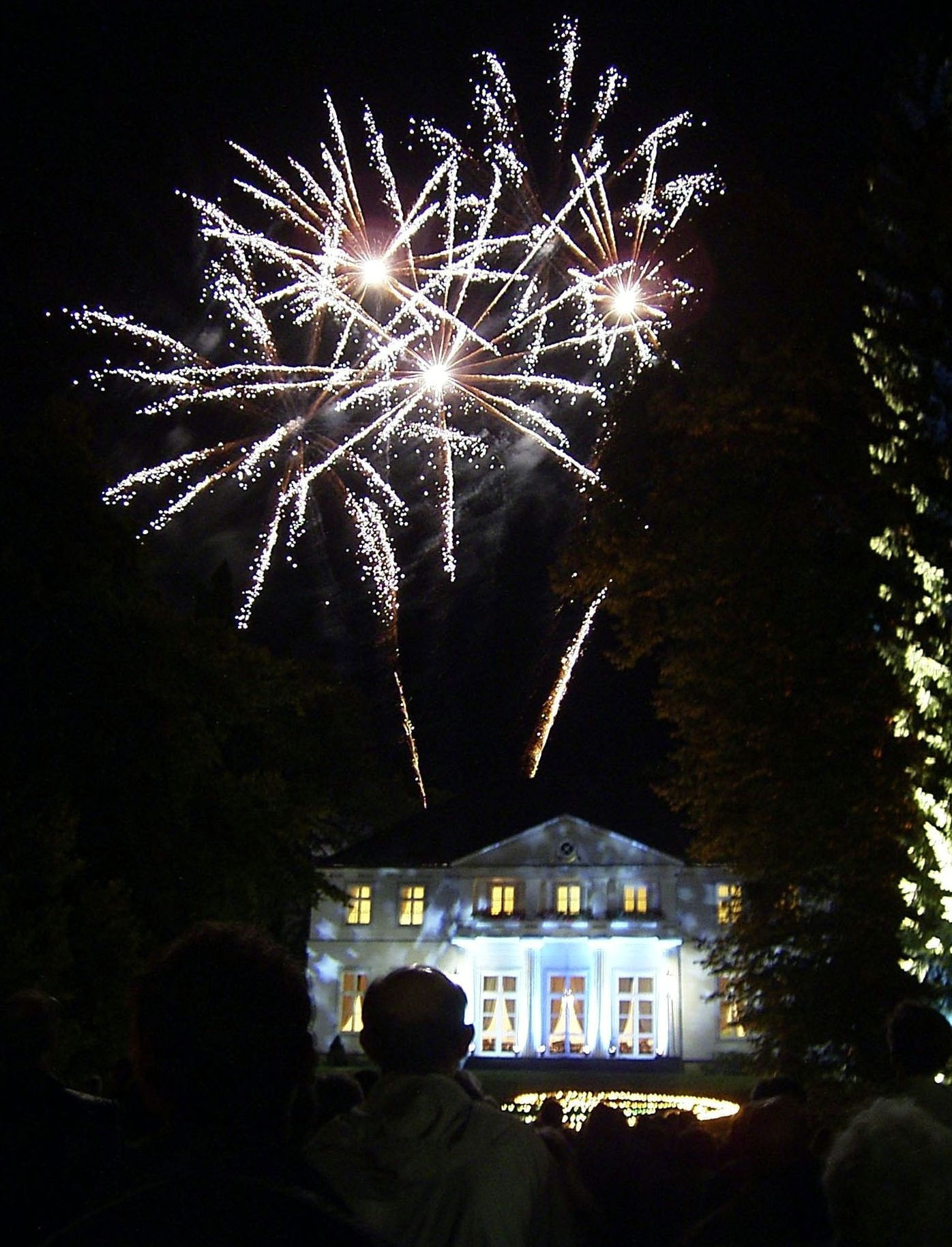
Lichterfest im Kurpark

- Gartenträume mit Moorwannenrennen im Kurpark (März)
- Kurparklauf im Juni
- Kulturfest „Bad Nenndorf ist bunt“ im Juni
- Schützenfest im Juli
- Schützen- und Dorfgemeinschaftsfest in Horsten im August
- Lichterfest (Illumination des Kurparks) und Gourmetfestival im August
- Bauernmarkt im Oktober
- Erntefeste in Waltringhausen und Riepen im September
- Weihnachtsmarkt im Dezember in Bad Nenndorf im Kurpark
- Weihnachtsmarkt in Waltringhausen am Radbachtreff (früher Glockenturm)

### Bauwerke

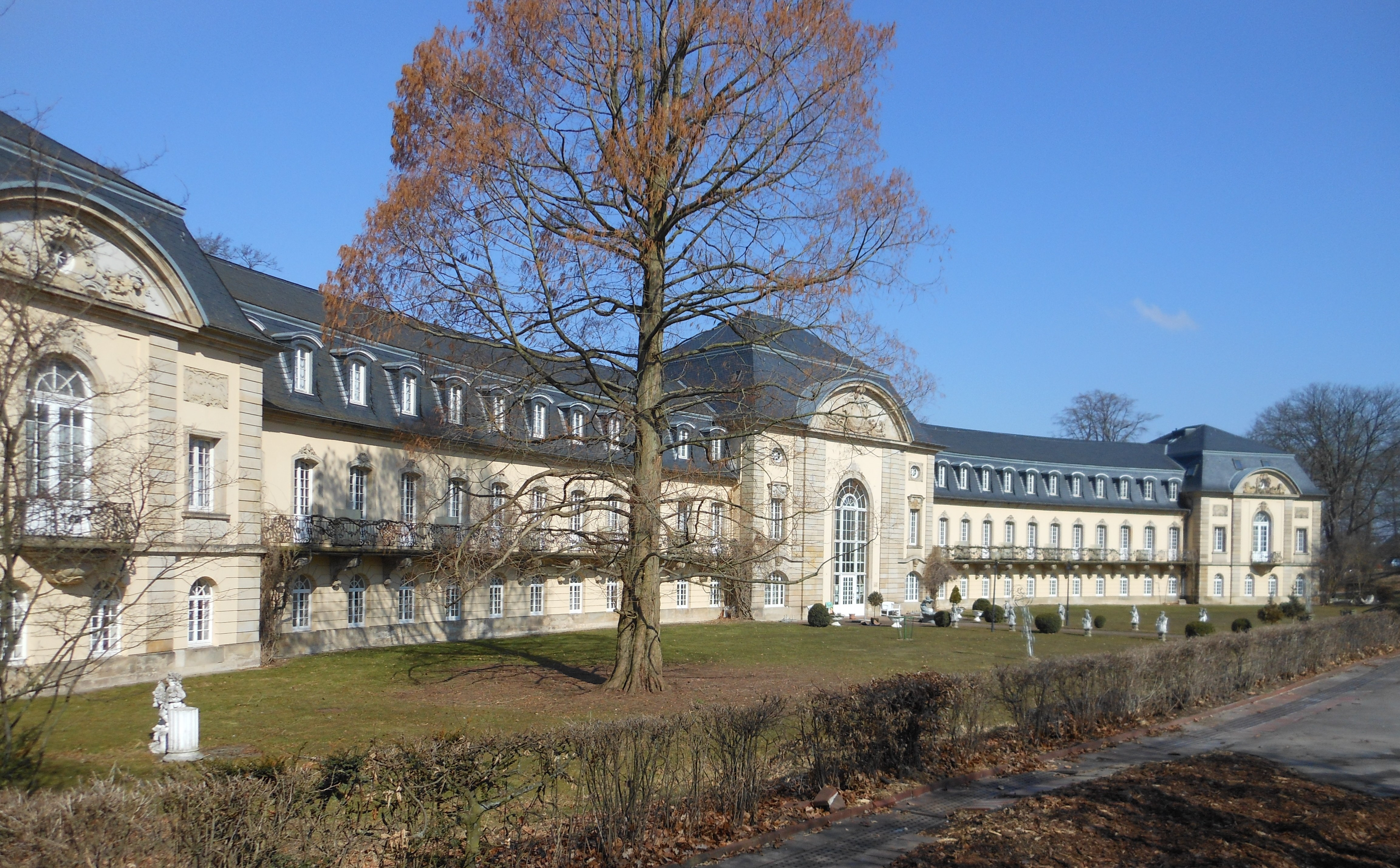
Ehemaliges Schwefelbadehaus, heute Hotel

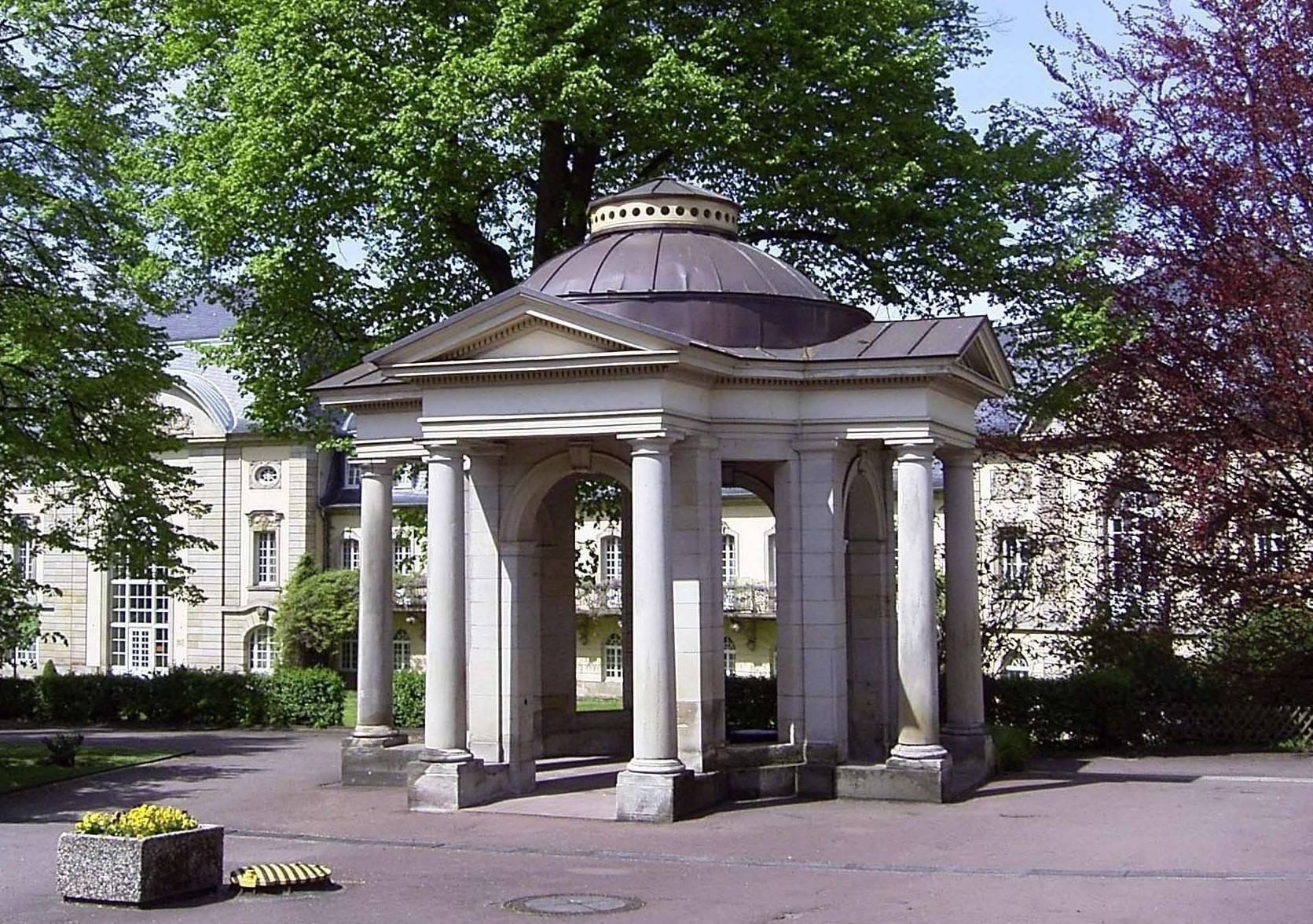
Brunnentempel vor der Esplanade

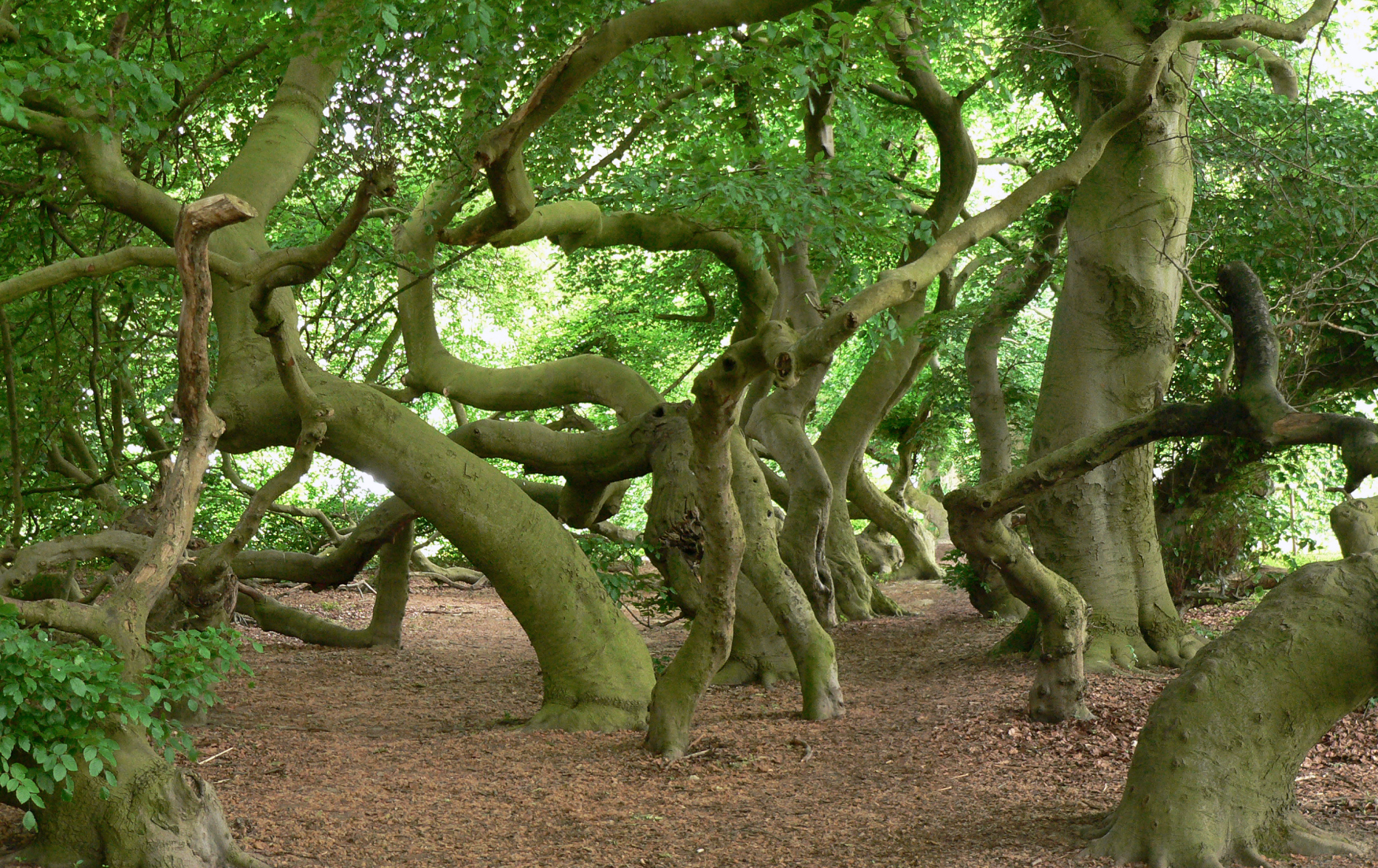
Süntelbuchenallee im Kurpark

- Evangelische St.-Godehardi-Kirche, erbaut 1848–1853, Architekten: Julius Eugen Ruhl und Johann Philipp Lichtenberg[19]
- Katholische Kirche Maria vom hl. Rosenkranz, erbaut 1896/1954/1999
- Kurapotheke, ältestes Gebäude in Bad Nenndorf, einst Jagdhaus von Graf Wilhelm zu Schaumburg-Lippe, 1790 hierher versetzt
- Hotel Esplanade, ehemaliges Schwefelbadehaus im Kurpark, erbaut 1906
- Schlösschen im Kurpark, erbaut 1806
- Haus Kassel im Kurpark, erbaut 1790–1791 durch Simon Louis du Ry, 1929 erweitert
- Landgrafenhaus im Kurpark, 1791–1792 erbaut durch Simon Louis du Ry, durch Brand beschädigt 1934, 1936 erneuert
- Brunnentempel über der Schwefelquelle im Kurpark, 1842 erbaut, Wahrzeichen von Bad Nenndorf

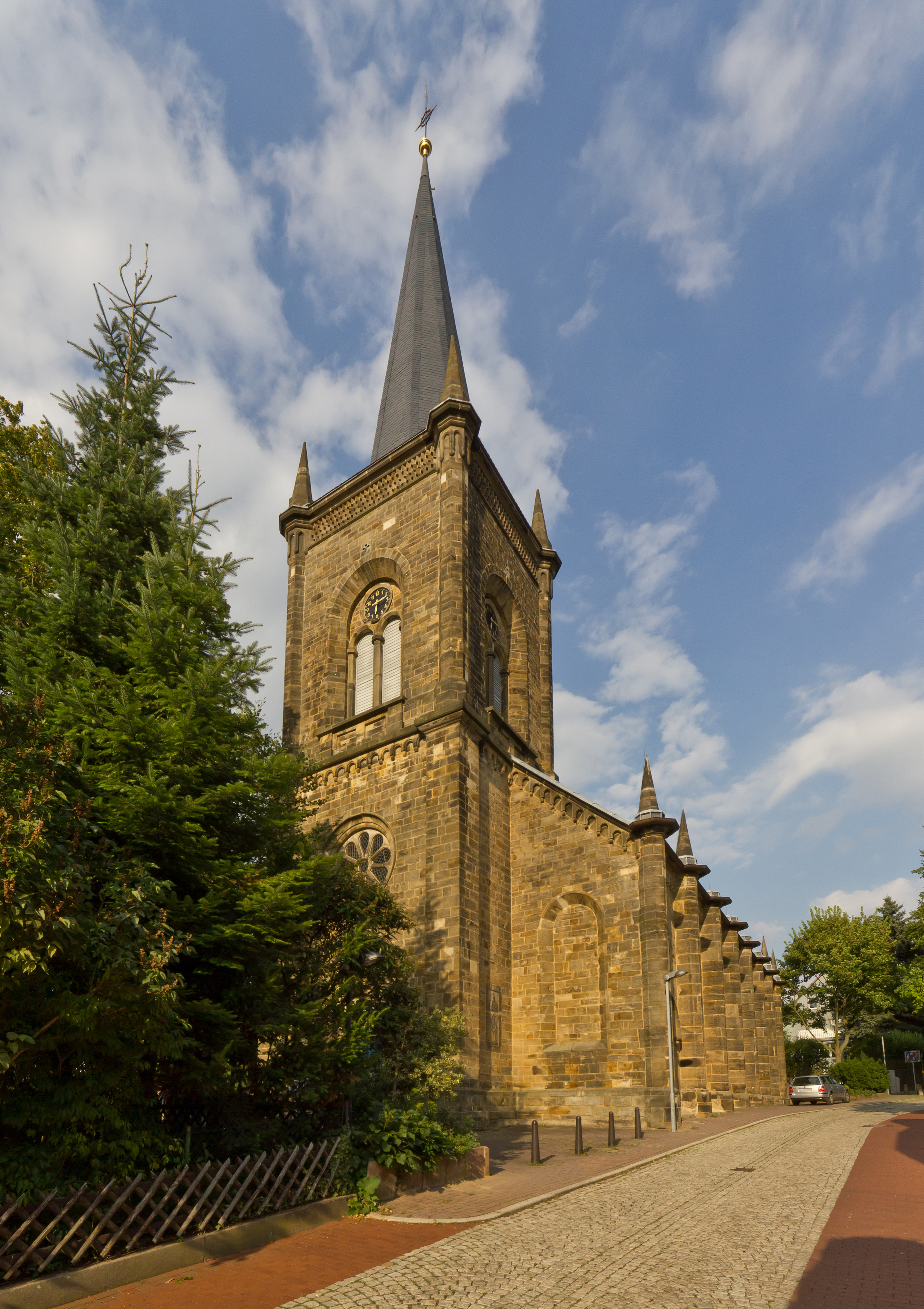
St.-Godehardi-Kirche
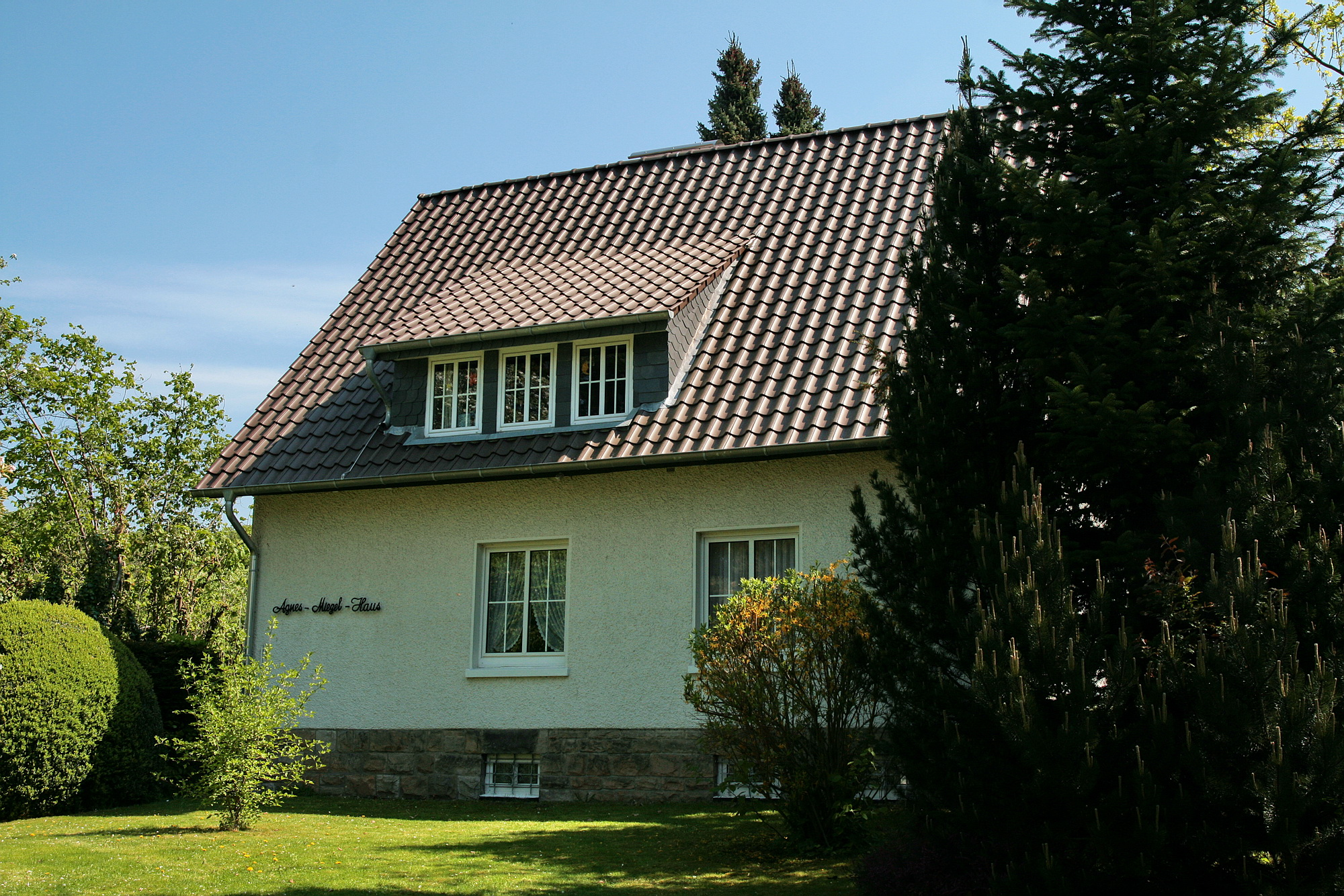
Museum Agnes-Miegel-Haus
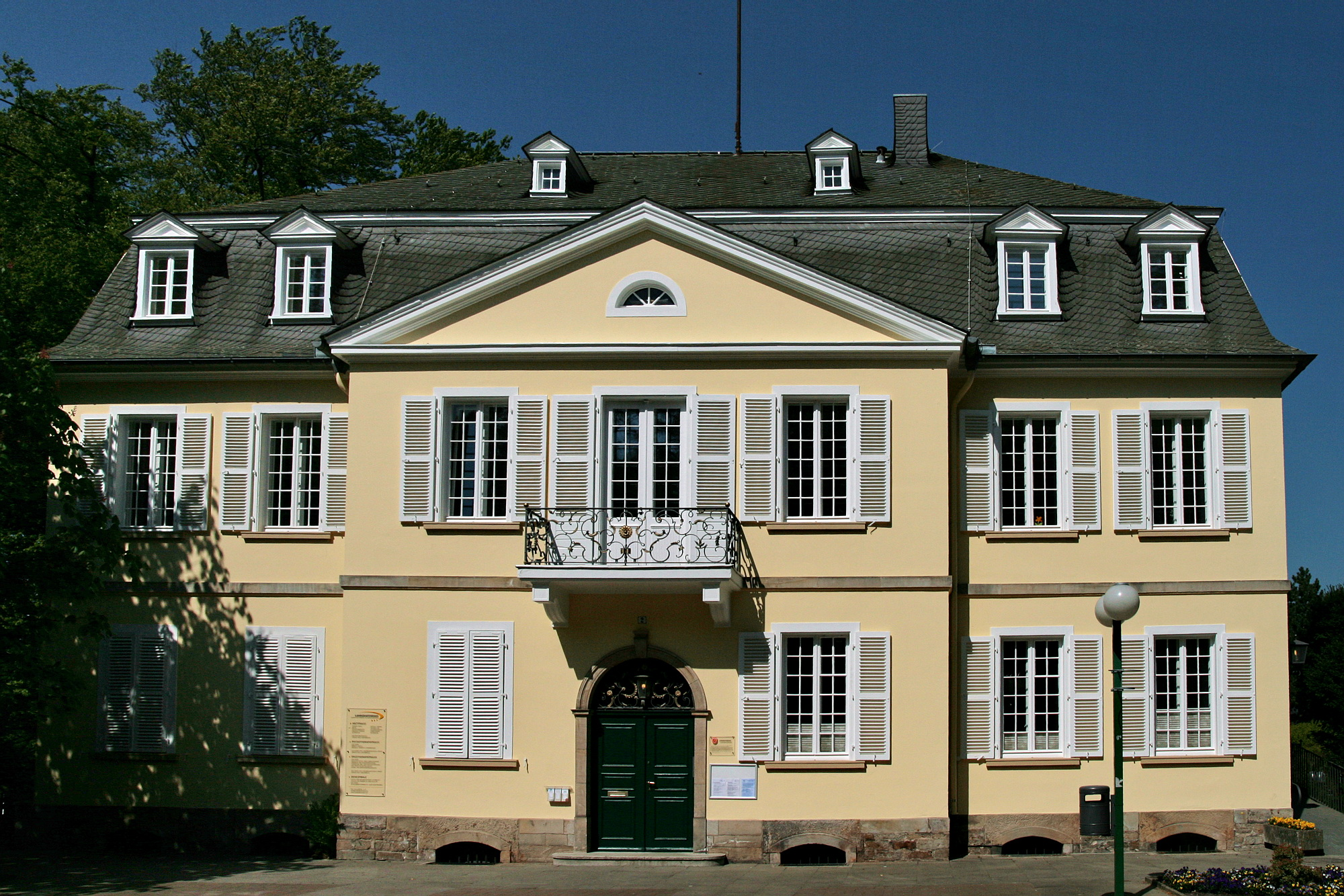
Landgrafenhaus
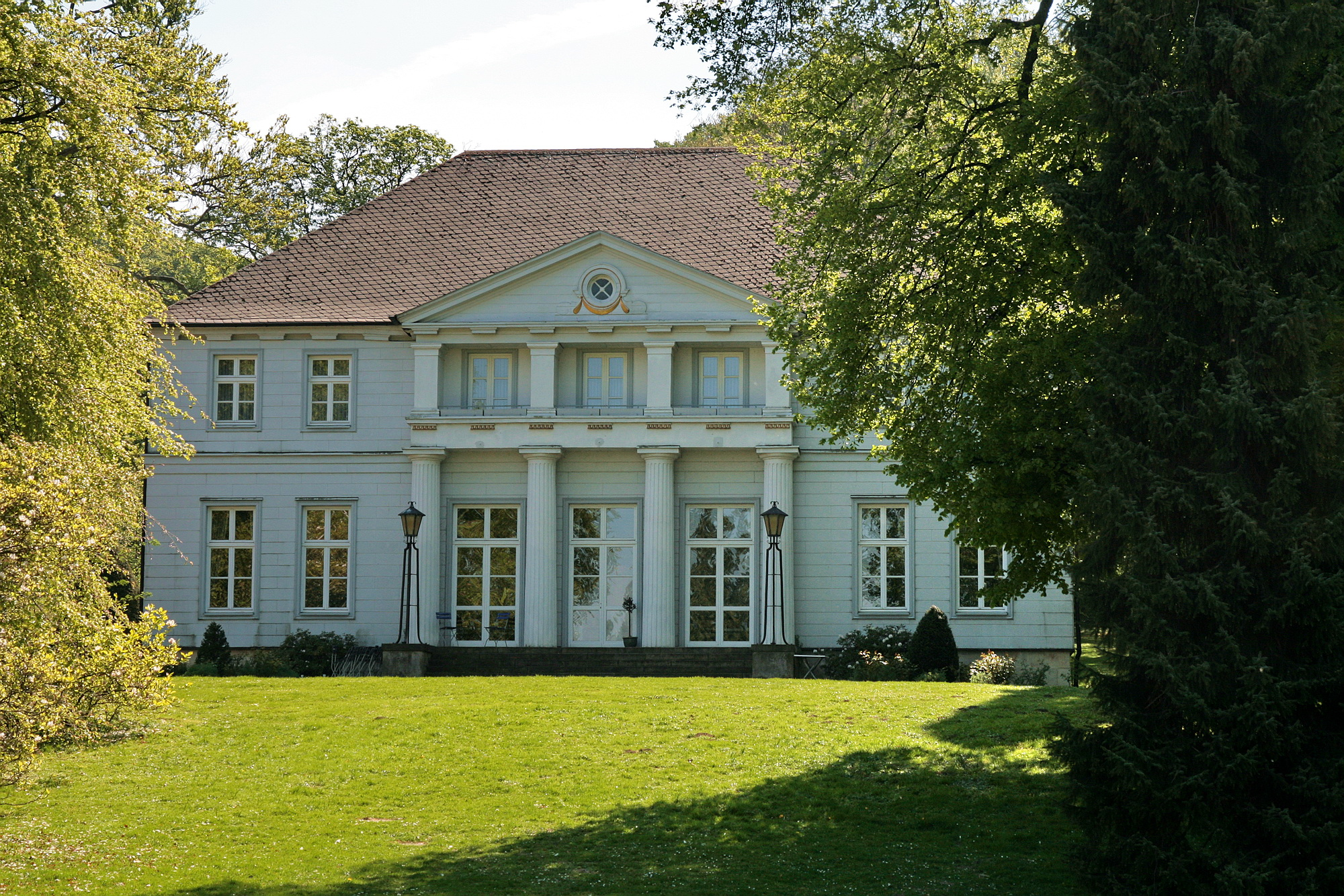
Schlösschen

### Parks
- Bad Nenndorf besitzt einen 34 ha großen sehenswerten Kurpark mit historischen Bauten und einem über 200 Jahre alten Baumbestand. Einmalig in Deutschland ist die kleine Süntelbuchenallee am westlichen Rand des Kurparks, die aus knapp 100 seltenen Süntelbuchen besteht. Unter Einbeziehung des Kurparks und dessen alten Baumbestands soll die Niedersächsische Landesgartenschau im Jahr 2026 in Bad Nenndorf stattfinden.[20]
- Neben dem kleinen Park am Krater an der B65 gab es bis 2015 den Vogelpark am Krater.

### Alleen
- In Bad Nenndorf gibt es zwei repräsentative Alleen, die Rodenberger Allee und die Buchenallee. Beide Alleen wurden im Zusammenhang mit dem Ausbau des „Schwefelbades Nendorf“ Ende des 18. Jahrhunderts angelegt.

## Wirtschaft und Infrastruktur

### Verkehr

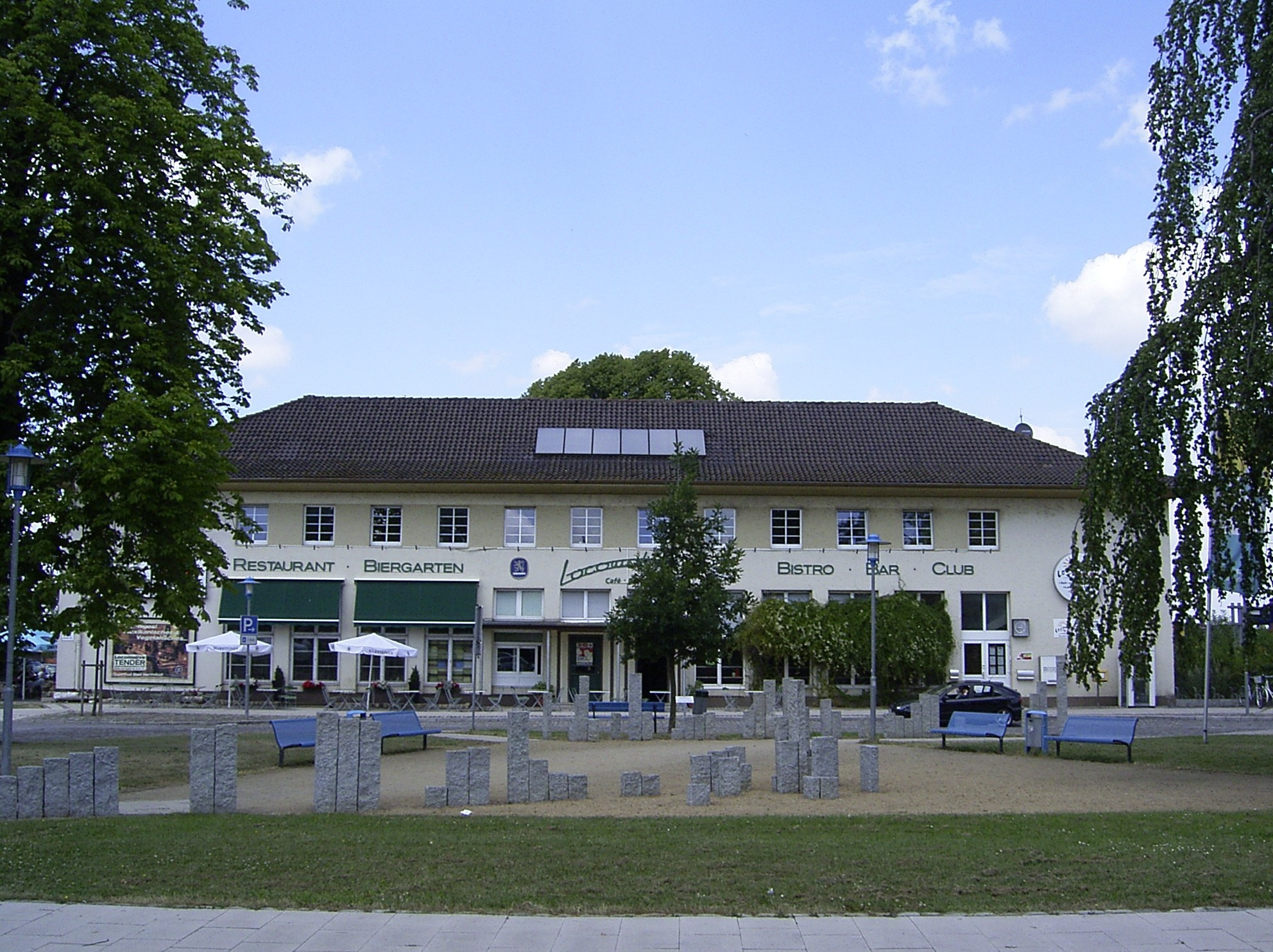
Bahnhofsgebäude mit Gaststätte

Bad Nenndorf liegt an der Bundesautobahn A 2 und an den Bundesstraßen 65 und 442.
Der Haltepunkt Bad Nenndorf an der Deisterbahn der S-Bahn Hannover wird von den Linien S 1 und S 2 angefahren.
| Linie | Verlauf | Takt   |
| ----- | --- | ------ |
| S 1   | Minden (Westf) – Bückeburg – Kirchhorsten – Stadthagen – Lindhorst (Schaumb-Lippe) – Haste (Han) – Wunstorf – Dedensen-Gümmer – Seelze – Letter – Hannover-Leinhausen – Hannover-Nordstadt – Hannover Hbf – Hannover Bismarckstraße – Hannover-Linden/Fischerhof – Hannover-Bornum – Empelde – Ronnenberg – Weetzen – Lemmie – Wennigsen (Deister) – Egestorf (Deister) – Kirchdorf (Deister) – Barsinghausen – Winninghausen – Bantorf – Bad Nenndorf – Haste (Han) Stand: Fahrplanwechsel Juni 2022 | 60 min |
| S 2   | Nienburg (Weser) – Linsburg – Hagen (Han) – Eilvese – Neustadt am Rübenberge – Poggenhagen – Wunstorf – Dedensen-Gümmer – Seelze – Letter – Hannover-Leinhausen – Hannover-Nordstadt – Hannover Hbf – Hannover Bismarckstraße – Hannover-Linden/Fischerhof – Hannover-Bornum – Empelde – Ronnenberg – Weetzen – Lemmie – Wennigsen (Deister) – Egestorf (Deister) – Kirchdorf (Deister) – Barsinghausen – Winninghausen – Bantorf – Bad Nenndorf – Haste (Han) Stand: Fahrplanwechsel Juni 2022       | 60 min |

Tariflich liegt der Ort in Zone C des Großraum-Verkehr Hannover. Auf der ehemaligen Bahnstrecke Bad Münder–Bad Nenndorf wurde 1968 der Personenverkehr eingestellt.
Busverbindungen bestehen in Richtung Haste, Lauenau, Rinteln und Stadthagen. Außerdem wird von März bis Oktober Bad Nenndorf einmal wöchentlich vom Bus „Westliche Heilbäder“ Berlin – Horn-Bad Meinberg angefahren.
Innerhalb des Stadtgebietes, mit einem Schlenker in den Hohnhorster Ortsteil Ohndorf, betreibt der Bürgerbusverein ein Liniennetz mit 26 Haltestellen.
Der Flughafen Hannover ist mit dem PKW in 30 Minuten erreichbar.

### Ansässige Unternehmen von überregionaler Bedeutung
- Bioclimatic GmbH (Luftaufbereitungs- und Entkeimungssysteme)
- Gerüstbau Wilhelm Kunkel GmbH
- Möbel Heinrich GmbH & Co. KG[21]
- Knoche Maschinenbau GmbH (für landwirtschaftliche Geräte)

### Medien
- DSG DLRG Service Gesellschaft mbH
- Schaumburger Nachrichten, Sitz einer Lokalredaktion
- Schaumburger Wochenblatt, Anzeigenblatt, erscheint zweimal wöchentlich

### Öffentliche Einrichtungen
- Bundesgeschäftsstelle der Deutschen Lebens-Rettungs-Gesellschaft (DLRG), Sitz des DLRG-Präsidiums. An diese angeschlossen ist das Bildungswerk der DLRG und ein zugehöriges Tagungshotel.
- Evangelischer Kindergarten, 7 Samtgemeinde-Kindergärten und ein Waldkindergarten
- Evangelische Kirchengemeinde (St. Godehardi) mit Gemeindehaus („Haus der Begegnung“).
- Katholische Kirchengemeinde (St. Maria vom Hl. Rosenkranz).
- Neuapostolische Gemeinde
- Jugendzentrum im Mehrgenerationenhaus (ehemals Vereinsheim).
- THW-Übungsgelände des Landesverbandes Bremen, Niedersachsen.
- Amt für Tierschutz

### Kliniken
- Klinik Niedersachsen, Rehabilitationsklinik für Neurologie, Neuro-Orthopädie, Klinische Neuropsychologie, Orthopädie, Innere Medizin, Angiologie und Rheumatologie, neurologische, internistische und orthopädische Privatambulanz.
- Landgrafenklinik Bad Nenndorf, Reha-Fachklinik für Orthopädie und Unfallchirurgie mit ambulantem Therapiezentrum.

### Sport und Freizeit
- Landgrafentherme, Thermal-Sole-Bad, Hallen- und Freibad mit verschiedenen Saunen
- Hallenbad mit Solarium und Sauna in Bad Nenndorf
- Sportzentrum in Bad Nenndorf mit mehreren Plätzen und Hallen
- Sportpark (Tennishalle, Badminton etc.)
- Sporthallen und -plätze in Riepen und Waltringhausen
- Tennisplätze in Bad Nenndorf, Riepen und Waltringhausen
- 3 Bouleplätze im Kurpark, 1 Bouleplatz in Waltringhausen
- 1 Minigolf-Anlage
- Kurtheater mit Kurlichtspiele
- Haus der Begegnung mit öffentlicher evangelischer Bücherei
- Katholische Bücherei
- Indoorsoccer-Halle in Bad Nenndorf
- VfL Dorado
- Schießstände des Schützenvereins im Mehrgenerationenhaus und auf der Cecilienhöhe.

### Bildung
- „Berlin-Schule“, Grundschule in Bad Nenndorf
- CJD Schule Schlaffhorst-Andersen Bad Nenndorf (Ausbildungsstätte für staatlich geprüfte Atem-, Sprech- und Stimmlehrer)
- Gymnasium Bad Nenndorf (Europaschule, hat Kontakt zu sechs anderen europäischen Ländern, unter anderem Belgien und Frankreich)
- „DLRG Bildungswerk“ (gesamtverbandliche Aus-, Fort- und Weiterbildungseinrichtung der DLRG)
- Im Kurhaus hat sich eine private Musikschule angesiedelt.

## Persönlichkeiten
- Landgraf Wilhelm IX. von Hessen-Kassel (1743–1821) war 1787 Gründer des Bades.
- Jérôme Bonaparte (1784–1860), König von Westphalen (1807–1813), weilte während seiner Regierungszeit des Öfteren in Bad Nenndorf zur Kur. Er führte das Schlammbaden ein und erweiterte die Kureinrichtungen (Bau des Schlammbades 1809).[22]
- Victor von Podbielski (1844–1916), preußischer Landwirtschaftsminister zu Beginn des 20. Jahrhunderts, war verantwortlich für große Investitionen des preußischen Staates in Bad Nenndorf, unter anderem den Bau der Esplanade und die Erweiterung des Kurparks. Zu seinen Ehren errichteten die dankbaren Einwohner im Jahr 1906 ein Denkmal.
- Die ostpreußische Dichterin Agnes Miegel (1879–1964) lebte von 1948 bis 1964 in Bad Nenndorf. Ihr ehemaliges Wohnhaus ist heute Sitz der Agnes-Miegel-Gesellschaft. Seit 1954 ist sie Ehrenbürgerin der Stadt.
- Ernst Blumenberg (1888–1973), jüdischer Arzt von 1929 bis 1937 und machte sich vor allem um die Nenndorfer Arbeiterschaft verdient; Gedenktafel am Haus an der Hauptstraße seit 1989[23]
- Martin Doernberg (1920–2013), evangelischer Pastor der nahe gelegenen Kirchengemeinden Bantorf und Hohenbostel (1970–1985), Geiger und Komponist, lebte seit den 1960er Jahren in Bad Nenndorf.
- Dieter Hecking (* 1964), ehemaliger Fußballprofi und Bundesliga-Trainer bzw. -Manager